# Wilderville (Oregon)
Wilderville az Amerikai Egyesült Államok északnyugati részén, Oregon állam Josephine megyéjében, a U.S. Route 199 mentén elhelyezkedő önkormányzat nélküli település.
A posta 1878-tól 1964-ig működött, majd ugyanezen évben újranyílt.